# Leonardo DiCaprio

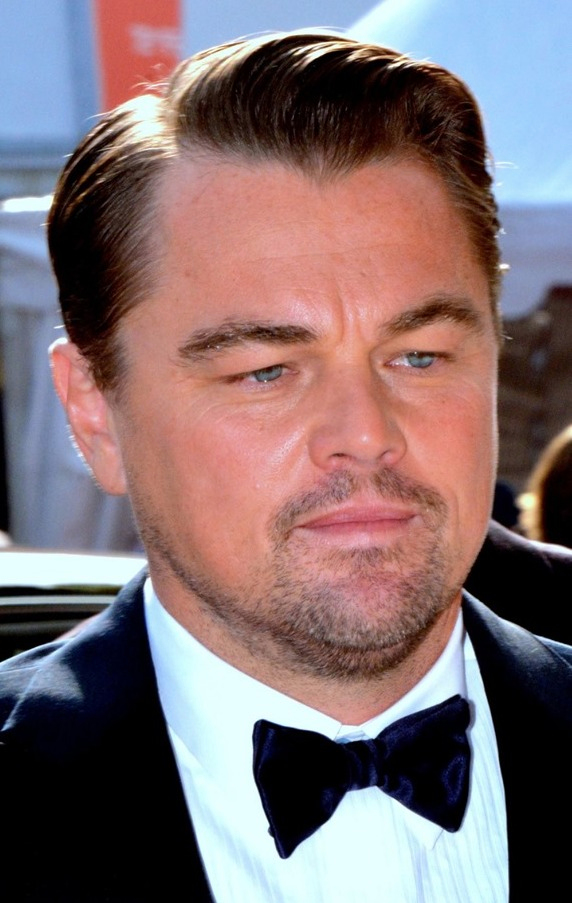
Leonardo DiCaprio (2019)

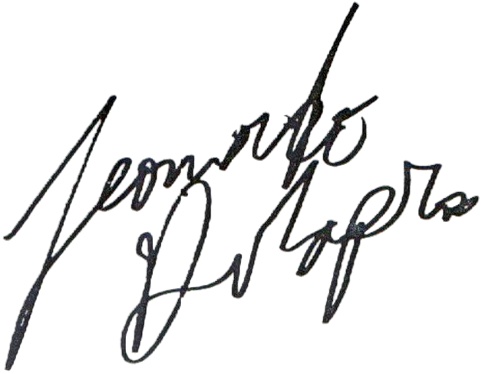

Leonardo Wilhelm „Leo“ DiCaprio (* 11. November 1974 in Los Angeles, Kalifornien) ist ein US-amerikanischer Filmschauspieler, Produzent, Synchronsprecher und Oscar-Preisträger. Er zählt zu den bestbezahlten und erfolgreichsten zeitgenössischen Schauspielern Hollywoods und arbeitet regelmäßig mit renommierten Regisseuren zusammen.
Einem breiten Publikum wurde Leonardo DiCaprio durch die Rolle des geistig behinderten Jungen Arnie Grape in Gilbert Grape – Irgendwo in Iowa bekannt, für die er 1994 seine erste Oscar-Nominierung erhielt. Zu weltweitem Ruhm gelangte er 1997 mit der Darstellung des mittellosen Schiffspassagiers Jack Dawson in James Camerons Filmdrama Titanic. Für seine Rollen als Flugpionier Howard Hughes in Aviator, als Börsenmakler Jordan Belfort in The Wolf of Wall Street und als Trapper Hugh Glass in The Revenant – Der Rückkehrer wurde er 2005, 2014 und 2016 mit einem Golden Globe ausgezeichnet. Für seine Rolle als Hugh Glass erhielt er 2016 zudem den Oscar als bester Hauptdarsteller.

## Leben und Wirken

### Familie
DiCaprio, Sohn des Comicbuchautors und -verlegers George DiCaprio und der früheren Rechtsanwaltsgehilfin Irmelin DiCaprio geb. Indenbirken (* 1943), wurde als einziges Kind seiner Eltern in Hollywood, Los Angeles, geboren. Seine Mutter war in den 1950er-Jahren aus ihrem Geburtsort Oer-Erkenschwick in Nordrhein-Westfalen in die Vereinigten Staaten gezogen. Sein Vater ist ein bereits in vierter Generation geborener US-amerikanischer Staatsbürger halb italienischer und halb deutscher Abstammung. Seine Großmutter mütterlicherseits, Helene Indenbirken (1915–2008), wurde als Yelena Smirnova im Russischen Kaiserreich geboren. In einem Interview in Russland bezeichnete sich DiCaprio als „halbrussisch“ und sagte, dass zwei seiner Großeltern russisch seien.
Über DiCaprios Vornamen soll entschieden worden sein, als seine schwangere Mutter in Italien vor einem Gemälde Leonardo da Vincis gestanden und der noch ungeborene Sohn gegen die Bauchdecke getreten habe. Seinen zweiten Vornamen hat er von seinem deutschen Großvater Wilhelm Indenbirken. Seine Eltern trennten sich, als er ein Jahr alt war. Acht Jahre später folgte die Scheidung, DiCaprio lebte überwiegend bei seiner Mutter. Er wuchs in Los Angeles in den Stadtteilen Echo Park, East Hollywood und Los Feliz auf und besuchte dort die Grundschule sowie die John Marshall High School. Seine Großmutter Helene Indenbirken wohnte bis zu ihrem Tode im Alter von 93 Jahren am 5. August 2008 am Geburtsort seiner Mutter. DiCaprio, der sie dort seit früher Jugend wiederkehrend besuchte, erwarb während dieser Zeit Grundkenntnisse der deutschen Sprache. 1984 nahm er an einem Breakdance-Turnier in Oer-Erkenschwick teil, nachdem er bereits einige Turniere in den USA gewonnen hatte.
Peggy Farrar, die neue Frau seines Vaters, brachte einen Sohn mit in die Ehe, somit hat DiCaprio einen Stiefbruder, den Gelegenheitsschauspieler Adam Farrar.

### Karrierebeginn
Seine Karriere begann Ende der 1980er-Jahre im Alter von 14 Jahren mit Auftritten in Werbespots, darunter für Kaugummi der Marke Bubble Yum und Kraft-Käse sowie als Laiendarsteller in Lehrfilmen. Der Durchbruch gelang ihm 1990 mit der Rolle des Garry Buckman in der Fernsehserie Eine Wahnsinnsfamilie (Originaltitel: Parenthood), die auf dem gleichnamigen Film aus dem Jahr 1989 basiert. In der Seifenoper California Clan übernahm er kurz darauf die Rolle des jungen Mason Capwell. Sein Spielfilmdebüt hatte er in Critters 3 – Die Kuschelkiller kommen, einem B-Movie aus dem Jahr 1991. Zunehmende Bekanntheit erzielte DiCaprio in der Sitcom Unser lautes Heim, in der er 1991 und 1992 den Straßenjungen Luke Brower spielte.

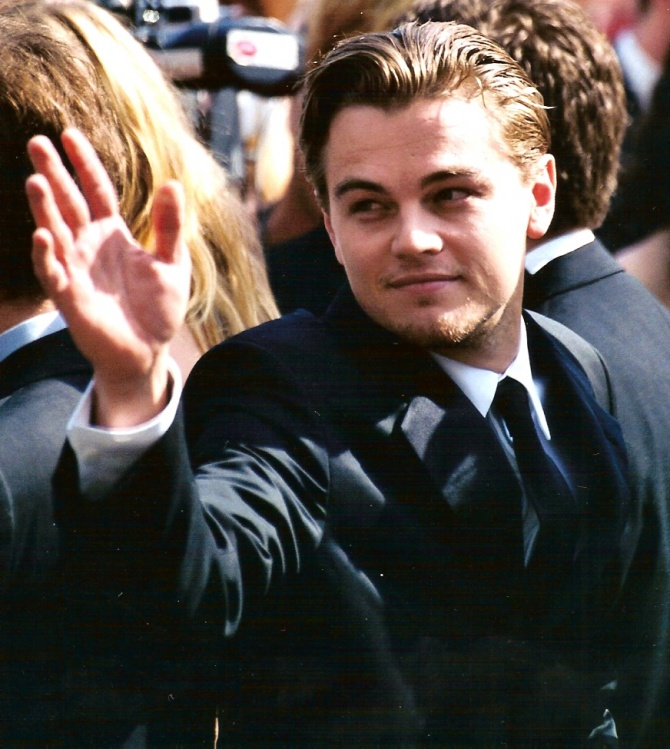
Leonardo DiCaprio bei der Premiere von Gangs of New York in Cannes, 2002

### Festigung als Charakterdarsteller

#### 1990er-Jahre
1993 agierte DiCaprio als Sohn eines gewalttätigen Stiefvaters neben Robert De Niro und Ellen Barkin in This Boy’s Life. Aufmerksamkeit erlangte er mit der Rolle des geistig behinderten Jungen Arnie Grape in Lasse Hallströms Familiendrama Gilbert Grape – Irgendwo in Iowa (1993), für die er 1994 in der Kategorie „Bester Nebendarsteller“ mit einer Oscarnominierung geehrt wurde.
In den darauffolgenden Jahren stellte er in gleich mehreren Filmen seine schauspielerische Vielseitigkeit unter Beweis. So porträtierte er 1995 den Schriftsteller und Musiker Jim Carroll, dessen Heroinsucht und sozialer Abstieg im Rahmen einer Autobiografie veröffentlicht und schließlich verfilmt wurden. In Total Eclipse – Die Affäre von Rimbaud und Verlaine von Agnieszka Holland setzte DiCaprio seine Darstellung authentischer Personen mit der Rolle des homosexuellen französischen Lyrikers Arthur Rimbaud fort. Als Filmpartner fungierte David Thewlis als Paul Verlaine. Gemeinsam mit Claire Danes stellte er in William Shakespeares Romeo + Julia (1996) unter der Regie von Baz Luhrmann das gleichnamige Liebespaar Romeo und Julia dar. Die Dialoge entsprachen den Originaltexten von William Shakespeare aus dem 16. Jahrhundert. Für seine Darstellung erhielt DiCaprio im Rahmen der Berlinale 1997 den Silbernen Bären.

#### Weltweiter Erfolg und Ruhm durch Titanic
Die mit elf Oscars ausgezeichnete Kinoproduktion Titanic, die (Stand: 23. Mai 2025) auf Platz vier der kommerziell erfolgreichsten Filme aller Zeiten rangiert, bedeutete für DiCaprio 1997 den eigentlichen Karriereschub. Durch die Darstellung des mittellosen Schiffspassagiers Jack Dawson, der sich entgegen der gesellschaftlichen Norm in eine junge wohlhabende Frau namens Rose verliebt, entwickelte sich der damals 22-Jährige zum Superstar, einhergehend mit weltweiter Popularität als Mädchen- und Frauenschwarm. Nicht zuletzt der Umstand zahlreicher Berichterstattungen in Jugendmedien erschwerte es ihm in den folgenden Jahren sehr, sich trotz variierender Filmfiguren in unterschiedlichen Genres von seinem Status als Teenie-Idol zu lösen.

#### 2000er-Jahre
Nach fiktiven Figuren in Filmen wie Celebrity – Schön. Reich. Berühmt. (1998) und The Beach (2000), der ihm eine Nominierung für die Goldene Himbeere als „Schlechtester Schauspieler“ einbrachte, spielte DiCaprio 2002 in der Großproduktion Gangs of New York zum ersten Mal unter der Regie von Martin Scorsese. Im selben Jahr übernahm er die Rolle des US-amerikanischen Hochstaplers und Scheckfälschers Frank W. Abagnale in Catch Me If You Can. Seine Darstellung wurde mit einer Nominierung für den Golden Globe Award gewürdigt. 2005 gelang ihm die Auszeichnung in der Kategorie „Bester Hauptdarsteller“ für seine Verkörperung des Hollywood-Millionärs und Flugpioniers Howard Hughes in dem Martin-Scorsese-Film Aviator, darüber hinaus wurde DiCaprio für den Oscar nominiert.
Zur Verleihung der Golden Globe Awards 2007 gelang ihm als erstem Schauspieler in der Geschichte dieses Filmpreises, für zwei Rollen – als verdeckter Ermittler Billy Costigan in Departed – Unter Feinden und als 32-Bataljon-Soldat Danny Archer in Blood Diamond – in gleicher Kategorie (Bester Hauptdarsteller in einem Drama) nominiert zu werden. Blood Diamond thematisiert den Konflikt um sogenannte Blutdiamanten in Afrika vor dem Hintergrund des Bürgerkriegs in Sierra Leone 1999, für den DiCaprio 2007 seine dritte Oscar-Nominierung in der Kategorie „Bester Hauptdarsteller“ erhielt. Erstmals seit Titanic agierte er im Jahr 2008 in Sam Mendes’ Filmdrama Zeiten des Aufruhrs wieder an der Seite von Kate Winslet. Seine Darstellung des frustrierten Ehemanns Frank Wheeler bescherte ihm in der Kategorie „Bester Hauptdarsteller – Drama“ eine weitere Nominierung für den Golden Globe. Unter der Regie von Ridley Scott folgte im selben Jahr der Thriller Der Mann, der niemals lebte, in dem DiCaprio den CIA-Agenten und Anti-Terror-Spezialisten Roger Ferris verkörperte.

#### 2010er-Jahre

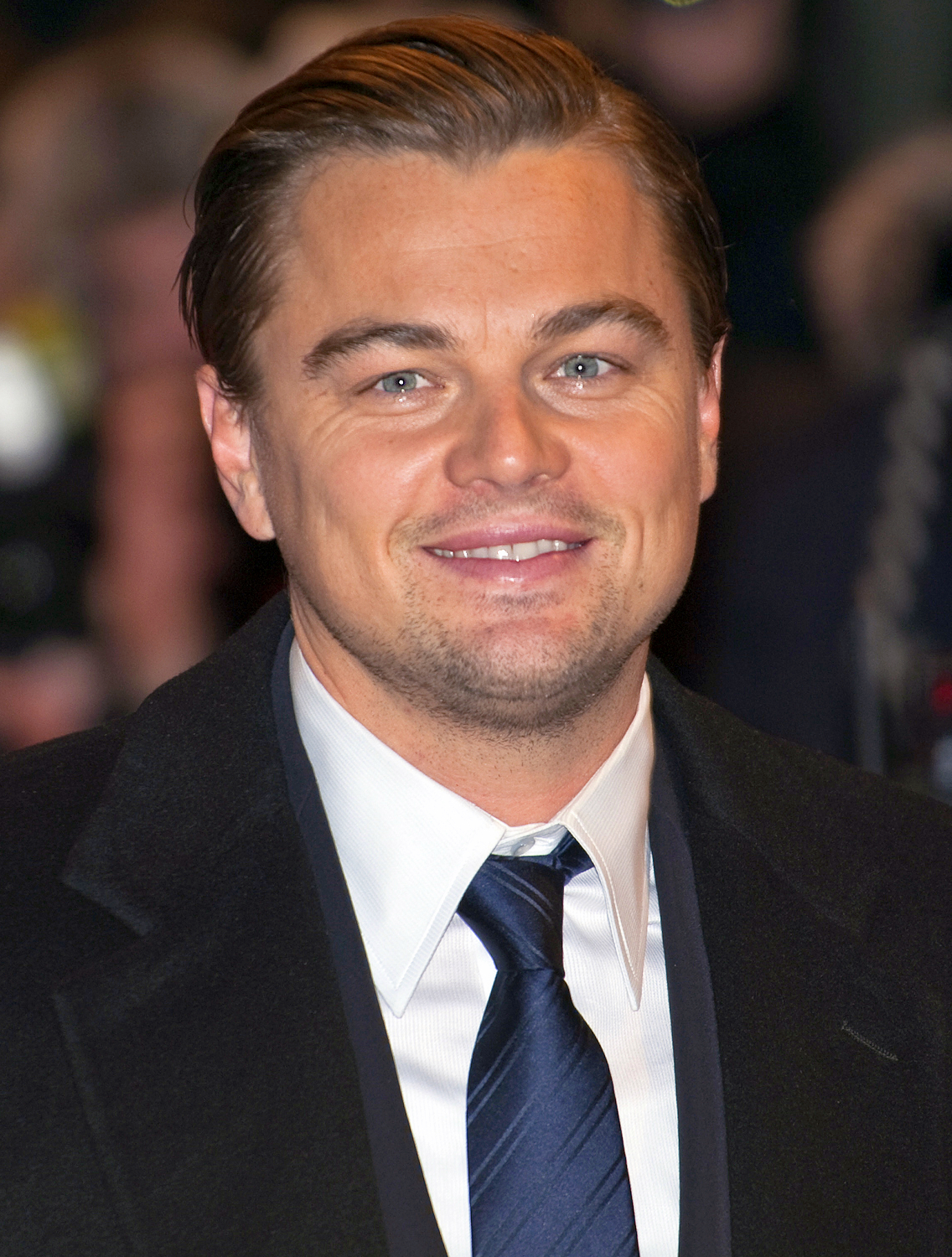
DiCaprio bei der Premiere von Shutter Island auf der Berlinale 2010

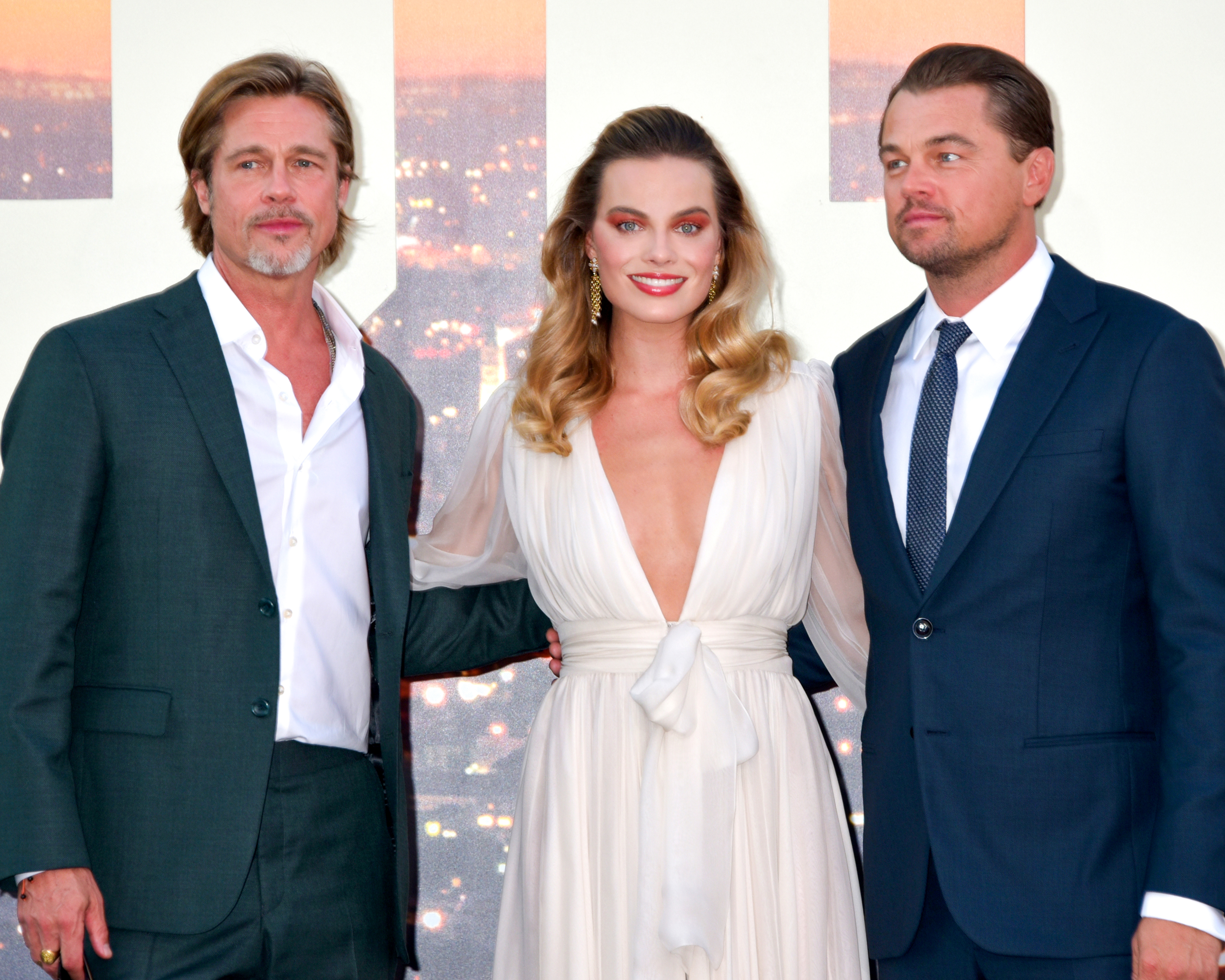
DiCaprio mit Margot Robbie und Brad Pitt (2019)

Mit Shutter Island, der im Februar 2010 in den deutschen Kinos anlief, arbeitete der Schauspieler bereits zum vierten Mal unter der Regie von Martin Scorsese, den er für den größten lebenden Regisseur hält. DiCaprio übernahm in diesem auf dem gleichnamigen Roman von Dennis Lehane basierenden Psycho-Thriller die Rolle des zunehmend unter Paranoia leidenden US-Marshals Edward „Teddy“ Daniels. 2009 beendete er die Dreharbeiten zu Christopher Nolans Science-Fiction-Film Inception, der am 29. Juli 2010 in den deutschen Kinos anlief. Der Film war weltweit ein großer Erfolg, wurde mit vier Oscars ausgezeichnet und ist DiCaprios kommerziell erfolgreichster Film seit Titanic.
Gemeinsam mit Regisseur Clint Eastwood arbeitete DiCaprio 2011 an der Verfilmung des Lebens von FBI-Gründer J. Edgar Hoover. Für seine darstellerische Leistung erhielt DiCaprio eine Golden-Globe-Nominierung.
In Quentin Tarantinos Western Django Unchained stellte DiCaprio den sadistischen Plantagenbesitzer und Sklaventreiber Calvin Candie dar, wofür er ein weiteres Mal für den Golden Globe nominiert wurde.
Von September 2011 bis Februar 2012 drehte DiCaprio unter der Regie von Baz Luhrmann in Sydney die Romanverfilmung Der große Gatsby in 3-D. Er übernahm darin die Titelrolle des Jay Gatsby. Die zweite Hauptrolle übernahm sein enger Freund Tobey Maguire. Es war die zweite Zusammenarbeit zwischen DiCaprio und Luhrmann nach William Shakespeares Romeo + Julia im Jahre 1996. Der Film eröffnete die 66. Internationalen Filmfestspiele von Cannes und lief am 16. Mai 2013 in den deutschen Kinos an.
Die fünfte Zusammenarbeit von Leonardo DiCaprio und Martin Scorsese ist The Wolf of Wall Street, welcher auf der gleichnamigen Autobiografie des früheren Börsenmaklers Jordan Belfort basiert. DiCaprio wurde für seine Darstellung als bester Hauptdarsteller in der Kategorie Komödie oder Musical mit einem Golden Globe Award ausgezeichnet und erhielt seine vierte und fünfte Oscar-Nominierung, die dritte als Bester Hauptdarsteller und seine erste als Produzent für den besten Film.
Nach Beendigung der Dreharbeiten zu The Wolf of Wall Street kündigte DiCaprio im Januar 2013 zunächst an, eine längere Pause von der Schauspielerei zu nehmen, um sich stattdessen stärker seinem Umweltengagement zu widmen. Im Herbst 2014 beendete er seine Pause jedoch und begann die Dreharbeiten für eine Verfilmung der Lebensgeschichte des Trappers Hugh Glass unter dem Titel The Revenant – Der Rückkehrer, bei der Alejandro González Iñárritu die Regie übernahm. Die Dreharbeiten waren von zahlreichen Schwierigkeiten aufgrund von Wetterbedingungen, Budgetüberschreitungen und Drehplanverzögerungen gezeichnet und endeten schließlich im September 2015. Der deutsche Kinostart fand am 6. Januar 2016 statt. Für seine Rolle als Hugh Glass wurde DiCaprio der Academy Award in der Kategorie Bester Hauptdarsteller verliehen.
Nach einer mehr als dreieinhalbjährigen Auszeit kehrte DiCaprio im August 2019 mit Once Upon a Time in Hollywood in die Kinos zurück. Der Film markierte die zweite Zusammenarbeit zwischen Leonardo DiCaprio und Regisseur Quentin Tarantino.
DiCaprio spielte darin einen abgehalfterten TV-Westernstar, der zusammen mit seinem Stuntdouble (gespielt von Brad Pitt) versucht, in der Filmbranche Fuß zu fassen, während die Morde der Anhänger von Sektenführer Charles Manson das Los Angeles der 1960er-Jahre erschüttern.
Für seine Darbietung erhielt DiCaprio erneut diverse Nominierungen, unter anderen als bester Hauptdarsteller bei der Oscarverleihung 2020.

#### 2020er-Jahre
2021 stand DiCaprio für Adam McKay in der Sci-Fi-Gesellschaftssatire Don’t Look Up neben zahlreichen weiteren namhaften Darstellern vor der Kamera. Jennifer Lawrence und Leonardo DiCaprio spielen darin zwei mittelmäßige Astronomen, die die Menschheit vor einem auf die Erde zusteuernden Kometen warnen, jedoch weder von der Politik, noch von der Gesellschaft ernst genommen werden.
Der Film startete am 9. Dezember 2021 für wenige Tage in den deutschen Kinos und erschien am 24. Dezember 2021 exklusiv auf Netflix.
Die Dreharbeiten zur True-Crime-Verfilmung Killers of the Flower Moon begannen im April 2021, nachdem sie ursprünglich bereits im März 2020 stattfinden sollten, aufgrund der COVID-19-Pandemie jedoch verschoben werden mussten. DiCaprio spielt darin Ernest Burkhart, die Regie übernahm Martin Scorsese. In einer weiteren Rolle ist Robert De Niro zu sehen. Die Premiere fand bei den Internationalen Filmfestspielen von Cannes 2023 statt. Diesem überreichte DiCaprio zur Eröffnung des 78. Filmfestivals von Cannes im Jahr 2025 den Ehrenpreis für ein Lebenswerk.
Ebenfalls in naher Zukunft ist die Verfilmung des Jonestown-Massakers vom November 1978 geplant. DiCaprio soll darin den Sektenführer Jim Jones verkörpern.

## Finanzieller Erfolg und Einfluss in Hollywood
Nach Angaben des amerikanischen Forbes Magazine zählt Leonardo DiCaprio seit 2007 zu den am besten verdienenden Schauspielern in Hollywood. Zwischen Juni 2007 und Juni 2008 erhielt er Gagen in Höhe von 45 Mio. US-Dollar und rangierte hinter Will Smith (80 Mio. US-Dollar), Johnny Depp (72 Mio. US-Dollar), Eddie Murphy und Mike Myers (je 55 Mio. US-Dollar) auf Platz fünf. Für seine Rolle in Catch Me If You Can (2002) erhielt er eine Gage in Höhe von 20 Millionen Dollar, die achtfache Summe seiner Gage für Titanic (1997). Im Dezember 2010 belegte er nach einer neuerlichen Forbes-Erhebung durch den Kinokassenerfolg seiner Filme Shutter Island und Inception (1,1 Milliarden US-Dollar) Platz eins der finanziell erfolgreichsten Schauspieler Hollywoods vor Johnny Depp und Mia Wasikowska (je 1,03 Milliarden US-Dollar).
Laut Angaben der britischen Tageszeitung The Guardian belegte DiCaprio im Jahr 2010 hinter James Cameron und Steven Spielberg Rang drei der einflussstärksten Menschen in Hollywood.
Zwischen Mai 2010 und Mai 2011 erhielt er Gagen in Höhe von 77 Millionen US-Dollar und rangierte damit vor Johnny Depp (50 Mio. US-Dollar) und Adam Sandler (40 Mio. US-Dollar) auf Platz eins der bestverdienenden Schauspieler Hollywoods. Nach einer erneuten Auflistung des Forbes Magazine belegte Leonardo DiCaprio im Jahr 2013 hinter Hugh Jackman und Robert Downey Jr. Platz drei der einflussreichsten Schauspieler und Platz 21 der mächtigsten Berühmtheiten der Welt.
Das Vulture Magazin platzierte DiCaprio 2013 in ihrer Auflistung der 100 wertvollsten Stars hinter Robert Downey jr. auf Platz zwei.
DiCaprio besitzt mit Appian Way Productions eine eigene Produktionsfirma, die unter anderem maßgeblich an der Erstellung der Filme Orphan – Das Waisenkind (2009) und Red Riding Hood (2011) beteiligt war.

## Engagement

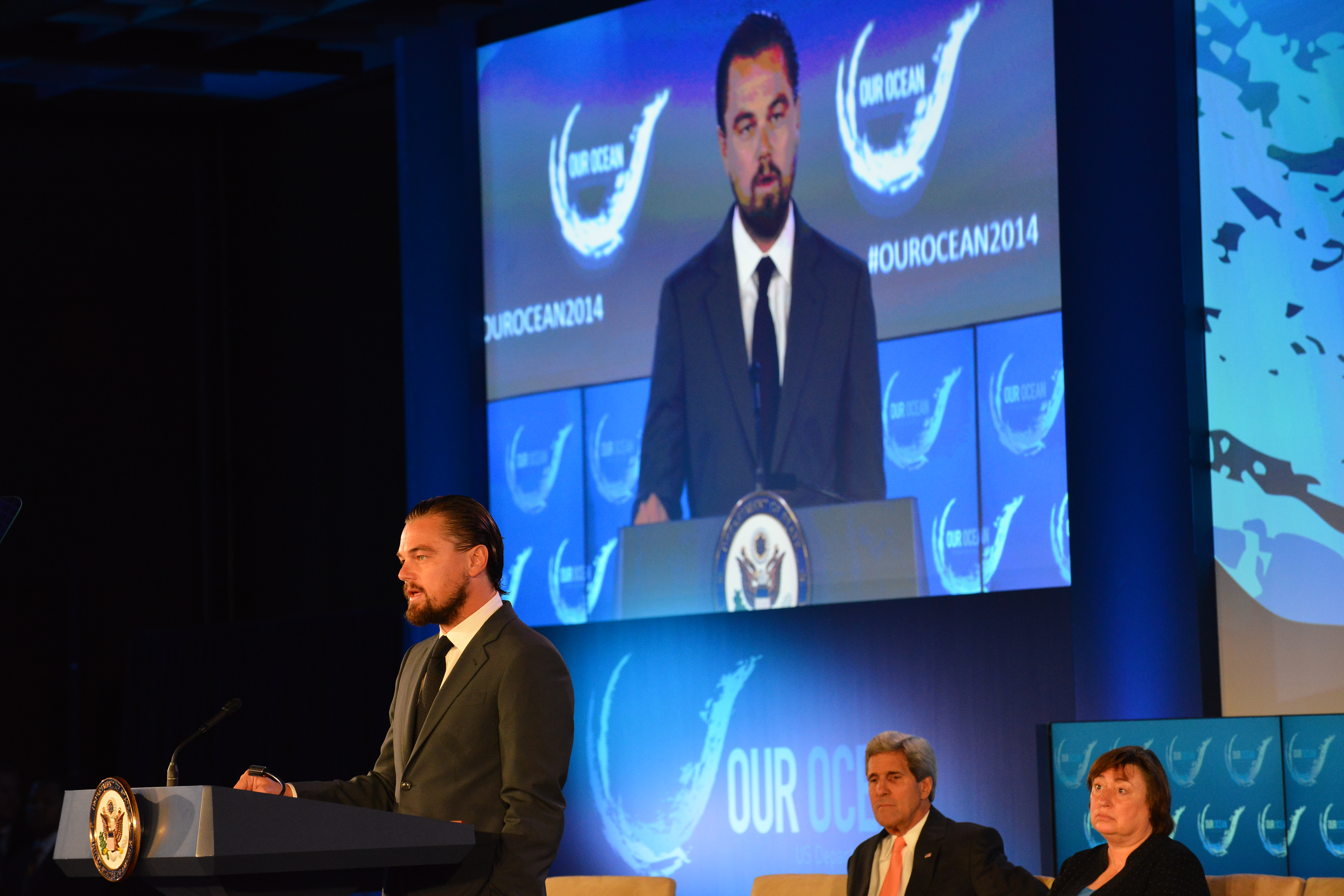
Leonardo DiCaprio bei einer Rede zur „Our Ocean“-Konferenz im Sitz des Außenministeriums der Vereinigten Staaten (2014)

Mit seiner 1998 – im Alter von 24 Jahren – gegründeten Leonardo DiCaprio Foundation setzt DiCaprio sich für den Umweltschutz und gegen die globale Erwärmung ein. 2012 nahm die Leonardo DiCaprio Foundation in einer einzigen Nacht 38,8 Millionen Dollar bei einer Auktion ein. Bei der Auktion wurden unter anderem Werke von Banksy, Andreas Gursky, Bharti Kher, Julian Schnabel, Richard Prince und Mark Ryden versteigert. Die Foundation engagiert sich, gemeinsam mit der Meeresschutzorganisation Sea Shepherd, für das Überleben der kleinsten Meeressäuger der Welt, der Vaquitas. Im Kampf um deren Überleben legen sich Sea Shepherd und die mexikanische Marine, unterstützt durch die Leonardo DiCaprio Foundation, auch mit den dortigen Verbrecherkartellen an. Zu sehen sind die Bemühungen, das Aussterben der Vaquitas zu verhindern, in dem von DiCaprio gemeinsam mit den Terra Mater Factual Studios produzierten Öko-Thriller Sea of Shadows. 2013 spendete die Leonardo DiCaprio Foundation 3 Millionen Dollar an den WWF, um die letzten Tiger in Nepal, ihr Habitat und damit auch alle anderen Tiere und Pflanzen, die dort leben, wie Nashörner und Elefanten, zu schützen.
Ausdruck seines Engagements ist der 2007 von ihm erzählte und mitverfasste Dokumentarfilm 11th Hour – 5 vor 12 über die vielfältigen Umweltkrisen, welche die Menschheit und ihren Planeten bedrohen. Im Rahmen der US-Präsidentschaftswahlen 2004 und 2008 unterstützte er jeweils den Kandidaten der Demokratischen Partei (2004 John Kerry, 2008 Barack Obama).
Im Dezember 2013 stieg DiCaprio beim Automobilhersteller Venturi Automobiles ein und gründete mit dessen Gründer Gildo Pallanca Pastor den Rennstall Venturi Formula E Team. DiCaprio kommentierte seinen Einstieg wie folgt: „Die Zukunft unseres Planeten hängt von unserer Fähigkeit ab, kraftstoffsparende Autos zu bauen, die auf sauberer Energie basieren. Venturi Grand Prix hat mit der Gründung eines umweltfreundlichen Rennteams enorme Weitsicht bewiesen und ich bin glücklich, Teil dieser Bemühung zu sein.“ Der Rennstall geht seit 2014 in der neuen Rennserie FIA-Formel-E-Meisterschaft an den Start. 2015 wurde der Schauspieler zum Vorsitzenden des Nachhaltigkeits-Komitees der Rennserie ernannt. Dieses Gremium befasst sich vor allem mit der Förderung der elektrischen Mobilität und will damit die Verbreitung von Elektroautos vor allem in Städten voranbringen.
2014 wurde DiCaprio zum UN-Friedensbotschafter ernannt und hielt die Auftaktrede auf dem UN-Klimagipfel in New York. Darin bezeichnete er den Klimawandel als größte Herausforderung der Menschheit und forderte von den Regierungen sowie der Industrie, sofort entschiedene und deutliche Maßnahmen zu treffen.
Aus Umweltgründen ist DiCaprio Vegetarier und wird als Veganer gehandelt. Er unterstützte die Dokumentation Cowspiracy, welche den Einfluss von tierischen Produkten wie Fleisch oder Milch auf die Umwelt thematisiert. Er nahm dazu die Rolle als ausführender Produzent ein, damit die Dokumentation auf Netflix erscheinen konnte.
Im Januar 2016 war DiCaprio Gast beim Annual Meeting 2016 des Weltwirtschaftsforums in Davos und nahm dort für seinen Einsatz gegen den Klimawandel und für den Schutz bedrohter Tierarten den Crystal Award des WEF entgegen.
Auch in seiner Dankesrede nach Erhalt des „Oscars“ als bester Hauptdarsteller 2016 sprach er das Thema Umwelt- und Klimaschutz an. The Revenant – Der Rückkehrer sei ein Film über die Beziehung der Menschen zur Natur. Die globale Erwärmung sei real und die drängendste Bedrohung für die Menschheit. Daher müsse die Menschheit nun etwas dagegen unternehmen und aufhören, das Problem auf die lange Bank zu schieben.
Neben seinem Engagement für den Umweltschutz unterstützte DiCaprio auch Menschen in Notsituationen, zuletzt zusammen mit seiner Titanic-Partnerin Kate Winslet, welche eine an Krebs erkrankte junge Patientin in einem Privatkrankenhaus in Deutschland unterstützte.
Nach Hurrikan Harvey im Jahr 2017 spendete DiCaprio eine Million US-Dollar für Opfer der Naturkatastrophe. In Folge der Buschbrände in Australien 2019/2020 spendete DiCaprio drei Millionen US-Dollar nach Australien.
Anfang 2019 wurde er Financier des auf Umwelttechnik spezialisierten Fonds Princeville Climate Technology. Er war zuvor schon Financier von Produzenten nachhaltiger Produkte, darunter der Matratzenhersteller Casper Sleep und der Schuhfabrikant Allbirds.
Nach Beginn der russischen Invasion in die Ukraine spendete DiCaprio mehrmals zugunsten der Ukraine, jedoch nicht 10 Millionen US-Dollar wie ursprünglich behauptet.

## Privatleben
DiCaprio ist ein enger Freund des Schauspielers Tobey Maguire, den er während des Castings für die Serie Eine Wahnsinnsfamilie im Jahr 1990 kennenlernte. Zudem ist er ein langjähriger Freund der Schauspieler Kevin Connolly, Lukas Haas und der Schauspielerin Kate Winslet, für die er bei ihrer dritten Hochzeit als Trauzeuge fungierte. Den Schauspieler Christopher Pettiet kannte er seit seiner Kindheit.
DiCaprios Privatleben ist Gegenstand weit verbreiteter Medienaufmerksamkeit. Er gibt selten Interviews und ist in Bezug auf sein Privatleben zurückhaltend. Nach Beziehungen mit den Models Kristen Zang, Emma Miller und Gisele Bündchen war DiCaprio von 2005 bis 2011 mit dem Model Bar Refaeli liiert. Im Mai 2011 bestätigten beide ihre Trennung. Später war er mit der Schauspielerin Blake Lively und dem Model Erin Heatherton liiert.
Von Sommer 2013 bis Dezember 2014 war er mit dem deutschen Model Toni Garrn zusammen. Von April bis November 2015 war er mit dem Model Kelly Rohrbach liiert. Es folgte eine etwa einjährige Liaison mit dem dänischen Model Nina Agdal.
Von Dezember 2017 bis zum Sommer 2022 war DiCaprio in einer Beziehung mit der 23 Jahre jüngeren argentinischen Schauspielerin Camila Morrone. Mehrmals wurde, unter anderem bei Reden auf Preisverleihungen in Gegenwart von DiCaprio, der Umstand aufgegriffen, dass DiCaprio seine Partnerinnen nach einigen Jahren wechselt, wenn diese ein bestimmtes Alter erreicht haben. Seine Partnerinnen waren (Stand August 2022) nie älter als 25. Zurzeit lebt DiCaprio allerdings mit dem 26-jährigen Model Vittoria Ceretti zusammen. 
DiCaprio besitzt unter anderem ein Haus in Los Angeles und eine Wohnung in Manhattan, dort im Stadtteil Battery Park City.
Im Jahr 2005 kaufte er die belizische Insel Blackadore Caye und plant, dort ein umweltfreundliches Resort zu bauen. Im Jahr 2014 kaufte DiCaprio eine Immobilie in Palm Springs, Kalifornien.
Im Jahr 2005 wurde DiCaprio schwer im Gesicht verletzt, als ihn das ehemalige Fotomodel Aretha Wilson mit einer Glasflasche am Kopf traf. Wilson bekannte sich schuldig und wurde 2010 zu zwei Jahren Haft verurteilt.

## Trivia
- Zu Beginn seiner Karriere riet sein Agent Leonardo DiCaprio dazu, seinen Namen in Lenny Williams zu ändern, da sein richtiger Name zu ethnisch klingen würde.[71]
- Wie erst später bekannt wurde, hätte Leonardo DiCaprio 1991 eine der Hauptrollen in Baywatch – Die Rettungsschwimmer von Malibu bekommen sollen. Als Brandon Call nach der ersten Staffel die Serie verließ, hätte DiCaprio, damals gerade rund 17 Jahre alt, Hobie Buchannon, den Filmsohn von David Hasselhoff, verkörpern sollen. Doch David Hasselhoff fand, dass er neben DiCaprio zu alt ausgesehen hätte. Die Rolle ging schließlich an den rund sechs Jahre jüngeren Jeremy Jackson.[72]
- Im Jahr 1999 führte Leonardo DiCaprio einen Rechtsstreit gegen einen Eisdielen-Inhaber in Bad Salzuflen, der beabsichtigte, sein Geschäft Di Caprio zu nennen. Der Richter vertrat die Ansicht, der Eigentümer verletze mit der Nutzung die Markenrechte des Schauspielers an seinem Namen. Zudem bestehe eine Verwechslungsgefahr, auch wenn niemand den Schauspieler hinter der Eistheke vermute. Der Besitzer hingegen argumentierte, DiCaprio sei ein häufiger Name. Der Forderung des Schauspielers, den Gebrauch seines Nachnamens für alle gewerblichen Zwecke zu verbieten, kam der Richter allerdings nicht nach.[73][74]
- 2017 wurde eine in der Karibik heimische Spinne nach ihm benannt: Spintharus leonardodicaprioi.[75]
- 2018 wurde ein in Malaysia heimischer Käfer nach ihm benannt: Grouvellinus leonardodicaprioi.[76]
- 2020 war DiCaprio an der Rettung eines Vermissten im Meer beteiligt.[77]
- 2022 wurde ein von Wissenschaftlern der Kew Gardens in London entdeckter und zu den Annonengewächsen[78] zählender Baum, der im Ebo-Wald in Kamerun heimisch ist, nach ihm benannt: Uvariopsis dicaprio.[79]
- Am 21. November 2022 wurde ein Asteroid nach ihm benannt: (251642) Leonardodicaprio.[80]

## Synchronisation
Seit William Shakespeares Romeo + Julia (1996) wird Leonardo DiCaprio in allen deutschen Synchronfassungen von Gerrit Schmidt-Foß synchronisiert, erstmals zuvor in This Boy’s Life (1993). In Gilbert Grape – Irgendwo in Iowa und Total Eclipse – Die Affäre von Rimbaud und Verlaine lieh ihm David Nathan (bekannt als Stimme von Johnny Depp) seine Stimme, in Jim Carroll – In den Straßen von New York (1995) lieh ihm hingegen Kim Hasper seine Stimme, Schmidt-Foß sprach jedoch im gleichen Film Patrick McCaw.

## Filmografie

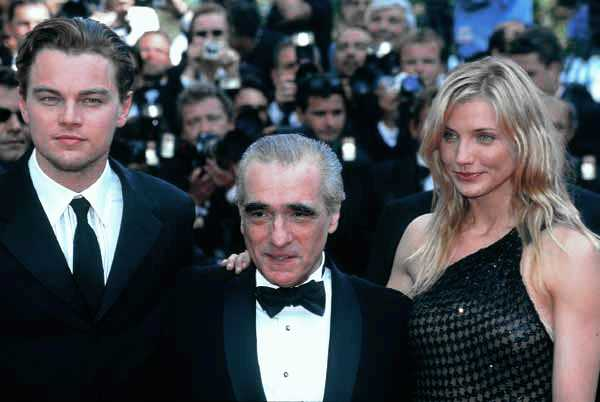
Leonardo DiCaprio, Martin Scorsese und Cameron Diaz (von links), 2002

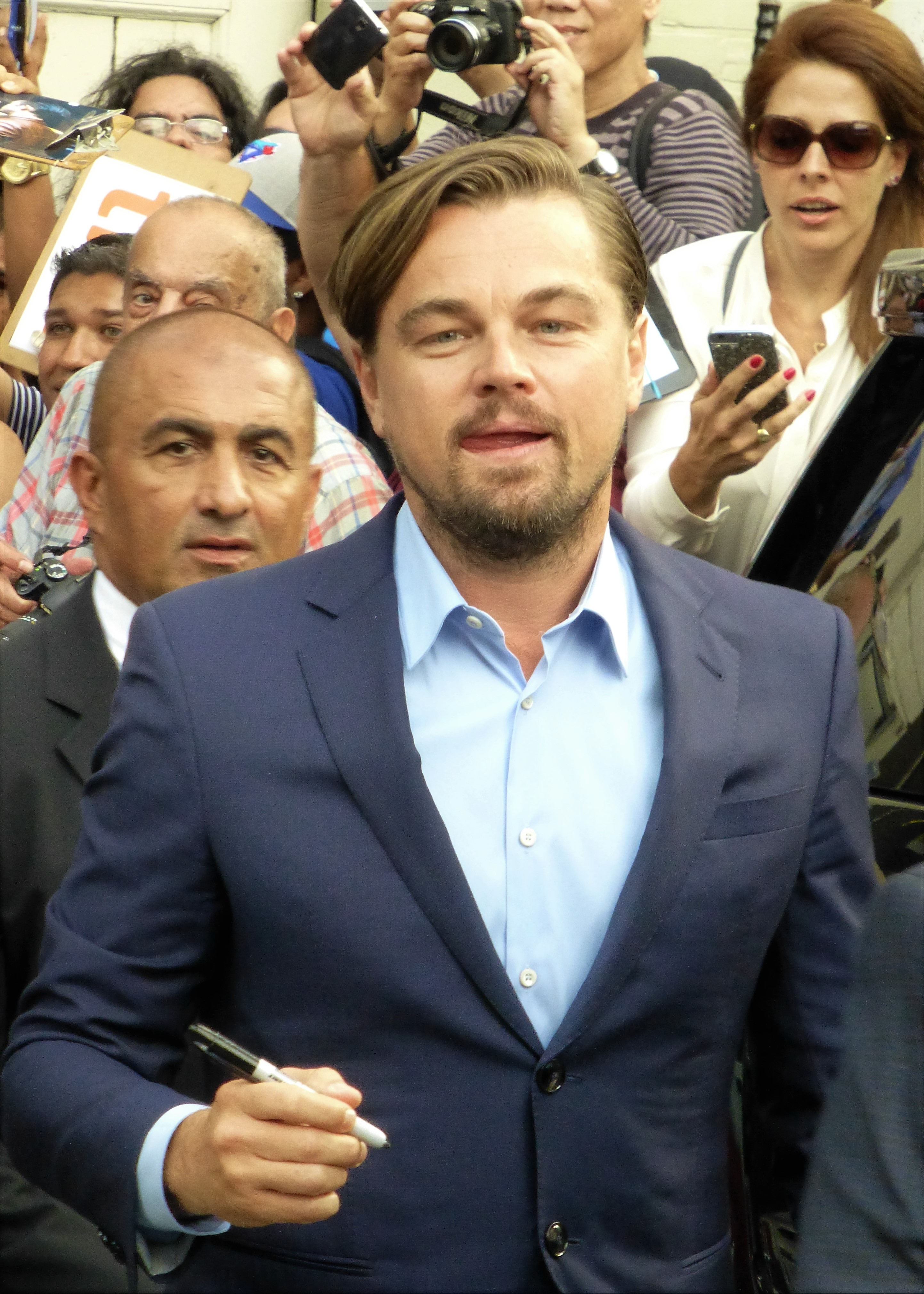
Leonardo DiCaprio im September 2016 bei der Premiere des Films Before the Flood in Toronto

### Filme
- 1991: Critters 3 – Die Kuschelkiller kommen (Critters 3)
- 1992: Poison Ivy – Die tödliche Umarmung (Poison Ivy)
- 1993: This Boy’s Life
- 1993: Gilbert Grape – Irgendwo in Iowa (What’s Eating Gilbert Grape)
- 1994: The Foot Shooting Party (Kurzfilm)
- 1995: Hundert und eine Nacht (Les cent et une nuits de Simon Cinéma)
- 1995: Schneller als der Tod (The Quick and the Dead)
- 1995: Jim Carroll – In den Straßen von New York (The Basketball Diaries)
- 1995: Total Eclipse – Die Affäre von Rimbaud und Verlaine (Total Eclipse)
- 1996: William Shakespeares Romeo + Julia (Romeo + Juliet)
- 1996: Marvins Töchter (Marvin’s Room)
- 1997: Titanic
- 1998: Der Mann in der eisernen Maske (The Man in the Iron Mask)
- 1998: Celebrity – Schön. Reich. Berühmt. (Celebrity)
- 2000: The Beach
- 2001: Don’s Plum
- 2002: Gangs of New York
- 2002: Catch Me If You Can
- 2004: Aviator (The Aviator)
- 2006: Departed – Unter Feinden (The Departed)
- 2006: Blood Diamond
- 2007: 11th Hour – 5 vor 12 (The 11th Hour) (Dokumentarfilm)
- 2008: Der Mann, der niemals lebte (Body of Lies)
- 2008: Zeiten des Aufruhrs (Revolutionary Road)
- 2010: Shutter Island
- 2010: Inception
- 2011: J. Edgar
- 2012: Django Unchained
- 2013: Der große Gatsby (The Great Gatsby)
- 2013: The Wolf of Wall Street
- 2015: The Revenant – Der Rückkehrer (The Revenant)
- 2016: Before the Flood (Dokumentarfilm)
- 2019: Once Upon a Time in Hollywood
- 2019: Ice on Fire (Dokumentarfilm, Stimme des Erzählers)
- 2021: Don’t Look Up
- 2023: Killers of the Flower Moon

### Fernsehen
- 1990: … Eltern sein dagegen sehr / Eine Wahnsinnsfamilie (Parenthood)
- 1990: Lassie (The New Lassie)
- 1990: California Clan (Santa Barbara)
- 1991: Roseanne
- 1991–1992: Unser lautes Heim (Growing Pains)

### Produzent
- 2007: Gardener of Eden
- 2007: 11th Hour – 5 vor 12 (The 11th Hour, Dokumentarfilm)
- 2009: Orphan – Das Waisenkind (Orphan)
- 2011: Red Riding Hood – Unter dem Wolfsmond (Red Riding Hood)
- 2013: Runner Runner
- 2013: Auge um Auge (Out of the Furnace)
- 2013: The Wolf of Wall Street
- 2016: Live by Night
- 2018: Robin Hood
- 2019: Ice on Fire (Dokumentarfilm)
- 2019: Der Fall Richard Jewell (Richard Jewell)
- 2025: Yanuni (Dokumentarfilm)

### Executive Producer
- 2004: Attentat auf Richard Nixon (The Assassination of Richard Nixon)
- 2004: Aviator
- 2008–2010: Greensburg (Fernsehserie)
- 2011: The Ides of March – Tage des Verrats (The Ides of March)
- 2014: Cowspiracy – Das Geheimnis der Nachhaltigkeit (Dokumentation)
- 2014: Virunga (Dokumentarfilm)
- 2015: Catching the Sun (Dokumentarfilm)
- 2016: The Ivory Game (Dokumentarfilm)
- 2016: Before the Flood (Dokumentarfilm)
- 2019: Sea of Shadows – Der Kampf um das Kokain des Meeres (Dokumentarfilm)
- 2023: Killers of the Flower Moon

## Auszeichnungen (Auswahl)
Leonardo DiCaprio zählt seit vielen Jahren zu den gefragtesten und wandelbarsten Schauspielern. So hat er bislang über 60 nationale und internationale Auszeichnungen gewonnen und war für weitere 187 Preise nominiert. Für seine Darstellungen in Aviator, The Wolf of Wall Street und The Revenant wurde DiCaprio jeweils als bester Hauptdarsteller mit dem Golden Globe ausgezeichnet, zudem wurde er acht weitere Male nominiert. Seit 2005 zählt Leonardo DiCaprio immer wieder zum Favoritenkreis bei der Vergabe der Oscars. Diesen konnte er 2016 für seine Darbietung in The Revenant – Der Rückkehrer in der Kategorie bester Hauptdarsteller gewinnen. Die folgende Auswahl zeigt die wichtigsten und bekanntesten Auszeichnungen und Nominierungen DiCaprios.
| Oscar - 1994 nominiert: Bester Nebendarsteller in Gilbert Grape – Irgendwo in Iowa - 2005 nominiert: Bester Hauptdarsteller in Aviator - 2007 nominiert: Bester Hauptdarsteller in Blood Diamond - 2014 nominiert: Bester Hauptdarsteller in The Wolf of Wall Street - 2014 nominiert: Bester Film für The Wolf of Wall Street (als Produzent) - 2016 ausgezeichnet: Bester Hauptdarsteller in The Revenant – Der Rückkehrer - 2020 nominiert: Bester Hauptdarsteller in Once Upon a Time in Hollywood Golden Globe Award - 1994: nominiert: Bester Nebendarsteller in Gilbert Grape – Irgendwo in Iowa - 1998: nominiert: Bester Hauptdarsteller in einem Drama in Titanic - 2003: nominiert: Bester Hauptdarsteller in einem Drama in Catch Me If You Can - 2005: ausgezeichnet: Bester Hauptdarsteller in einem Drama in Aviator - 2007: nominiert: Bester Hauptdarsteller in einem Drama in Blood Diamond - 2007: nominiert: Bester Hauptdarsteller in einem Drama in Departed – Unter Feinden - 2009: nominiert: Bester Hauptdarsteller in einem Drama in Zeiten des Aufruhrs - 2012: nominiert: Bester Hauptdarsteller in einem Drama in J. Edgar - 2013: nominiert: Bester Nebendarsteller in Django Unchained - 2014: ausgezeichnet: Bester Hauptdarsteller in einer Komödie oder Musical in The Wolf of Wall Street - 2016: ausgezeichnet: Bester Hauptdarsteller in einem Drama in The Revenant – Der Rückkehrer - 2020: nominiert: Bester Hauptdarsteller in einer Komödie oder Musical in Once Upon a Time in Hollywood - 2022: nominiert: Bester Hauptdarsteller in einer Komödie oder Musical in Don’t Look Up - 2024: nominiert: Bester Hauptdarsteller in einem Drama in Killers of the Flower Moon British Academy Film Award - 2005: nominiert: Bester Hauptdarsteller in Aviator - 2007: nominiert: Bester Hauptdarsteller in Departed – Unter Feinden - 2014: nominiert: Bester Hauptdarsteller in The Wolf of Wall Street - 2016: ausgezeichnet: Bester Hauptdarsteller in The Revenant – Der Rückkehrer - 2020 nominiert: Bester Hauptdarsteller in Once Upon a Time in Hollywood - 2022 nominiert: Bester Hauptdarsteller in Don’t Look Up | Internationale Filmfestspiele Berlin - 1997: ausgezeichnet: mit dem Silbernen Bären als Bester Darsteller in William Shakespeares Romeo + Julia Empire Award - 2007: nominiert: Bester Darsteller in Departed – Unter Feinden - 2011: nominiert: Bester Darsteller in Inception Screen Actors Guild Award - 1997: nominiert: Bestes Ensemble in Marvins Töchter - 1998: nominiert: Bestes Ensemble in Titanic - 2005: nominiert: Bestes Ensemble in Aviator - 2005: nominiert: Bester Hauptdarsteller in Aviator - 2007: nominiert: Bestes Ensemble in Departed – Unter Feinden - 2007: nominiert: Bester Nebendarsteller in Departed – Unter Feinden - 2007: nominiert: Bester Hauptdarsteller in Blood Diamond - 2012: nominiert: Bester Hauptdarsteller in J. Edgar - 2016: ausgezeichnet: Bester Hauptdarsteller in The Revenant – Der Rückkehrer - 2020: nominiert: Bester Hauptdarsteller in Once Upon a Time in Hollywood Saturn Award - 2011: nominiert: Bester Hauptdarsteller in Inception - 2011: nominiert: Bester Hauptdarsteller in Shutter Island - 2016: nominiert: Bester Hauptdarsteller in The Revenant – Der Rückkehrer Goldene Himbeere - 1999: ausgezeichnet: Schlechteste Filmpaarung in Der Mann in der eisernen Maske - 2001: nominiert: Schlechtester Schauspieler in The Beach - 2019: nominiert: Schlechtester Film für Robin Hood |